# Capo di stato maggiore dell'Esercito Italiano
Il capo di stato maggiore dell'Esercito è il massimo responsabile dell'approntamento, dell'addestramento e del mantenimento in efficienza dell'Esercito Italiano. Il distintivo di grado è quello di generale di corpo d'armata con incarichi speciali, formato da quattro stellette argentate disposte a rombo, l'ultima delle quali è bordata di rosso, e una greca.
Dal 27 febbraio 2024 il capo di stato maggiore dell'Esercito è il generale di corpo d'armata Carmine Masiello.

## Attribuzioni
Il capo di stato maggiore dell'Esercito (CSME) presiede lo stato maggiore dell'Esercito (SME), l'organismo di vertice deputato alla definizione delle politiche di forza armata. In questa sede il CSME dispone in via diretta di un ufficio generale (con annesso l'ufficio pubblica informazione e comunicazione) e, dal 2012, del dipartimento impiego del personale, che ha così assunto la diretta responsabilità in materia di gestione e politica d'impiego del personale. Oltre a ciò il CSME ha alle dirette dipendenze anche l'ufficio generale del comandante responsabile dell'amministrazione, a cui dal 10 gennaio 2013 è stato aggregata la direzione amministrazione dell'Esercito.
Il CSME rappresenta l'Esercito presso il governo e i suoi ministeri, presso il Parlamento italiano e le organizzazioni internazionali, inoltre presiede le cerimonie solenni e può partecipare al Consiglio Supremo di Difesa. Il capo di stato maggiore è sempre proveniente dal ruolo normale, avendo frequentato l'Accademia militare, la Scuola di applicazione e i corsi ordinario e superiore di stato maggiore.

## Catena di comando
Il capo di stato maggiore si avvale dei seguenti comandi di vertice:
- Comando per la formazione, specializzazione e dottrina dell'Esercito (COMFORDOT), che accorpa le funzioni afferenti alla formazione, specializzazione e dottrina.
- il Comando logistico dell'Esercito (COMLOG), per la parte rifornimento e mantenimento

Dal 1º ottobre 2016 dipendono direttamente dal capo di SME:
- Stato maggiore dell'Esercito, staff di supporto, retto dal Sottocapo di SME
- Comando delle forze operative terrestri (COMFOTER), per gli aspetti operativi e del territorio
- Comando delle forze operative terrestri di supporto (COMFOTER SUPPORTO), per le unità di supporto operativo
  -  Comando artiglieria
  -  Comando artiglieria controaerei
  -  Comando genio
  -  Comando trasmissioni
  -  Brigata Informazioni Tattiche
  -  Comando dei supporti logistici
- Dipartimento Impiego del Personale
- Centro di Responsabilità Amministrativa dell'E.I.
- Comando Forze Operative Nord
  -  Divisione "Vittorio Veneto" (fino al 2019 Divisione "Friuli")  
    -  Brigata di cavalleria "Pozzuolo del Friuli"
    -  132ª Brigata corazzata "Ariete"
    -  Brigata aeromobile "Friuli"
    -  Brigata paracadutisti "Folgore"
- Comando Forze Operative Sud
  -  Comando Divisione "Acqui"
    -  Brigata meccanizzata "Granatieri di Sardegna"
    - Brigata meccanizzata "Aosta"
    -  Brigata meccanizzata "Pinerolo"
    -  Brigata meccanizzata "Sassari"
    -  Brigata bersaglieri "Garibaldi"
- Comando truppe alpine
  -  Divisione "Tridentina"
    -  Centro addestramento alpino
    -  Brigata alpina "Julia"
    -  Brigata alpina "Taurinense"
- NATO Rapid Deployable Corp - Italy
- Comando militare della Capitale.[6]

### Lo Stato maggiore
Lo Stato maggiore dell'Esercito italiano è lo staff di supporto al Capo di stato maggiore dell'Esercito.
- Sottocapo di stato maggiore dell'Esercito
  - Centro di selezione e reclutamento nazionale dell'Esercito  (CSRNE)
  - Raggruppamento logistico centrale
  - Organizzazione penitenziaria militare
  - Centro sportivo olimpico dell'Esercito
  - Ufficio storico dell'Esercito
  - Biblioteca militare centrale
- Sottufficiale di Corpo dell'Esercito

## I capi di stato maggiore dell'Esercito
I dati che seguono, tutti tratti dal sito ufficiale dell'Esercito Italiano, includono anche i capi di stato maggiore del Regio Esercito, noto come "Servizio di stato maggiore" dal 1920 al 1923 e come "Stato maggiore centrale" dal 1923 al 1925.

### Corpo di stato maggiore e Servizio di stato maggiore

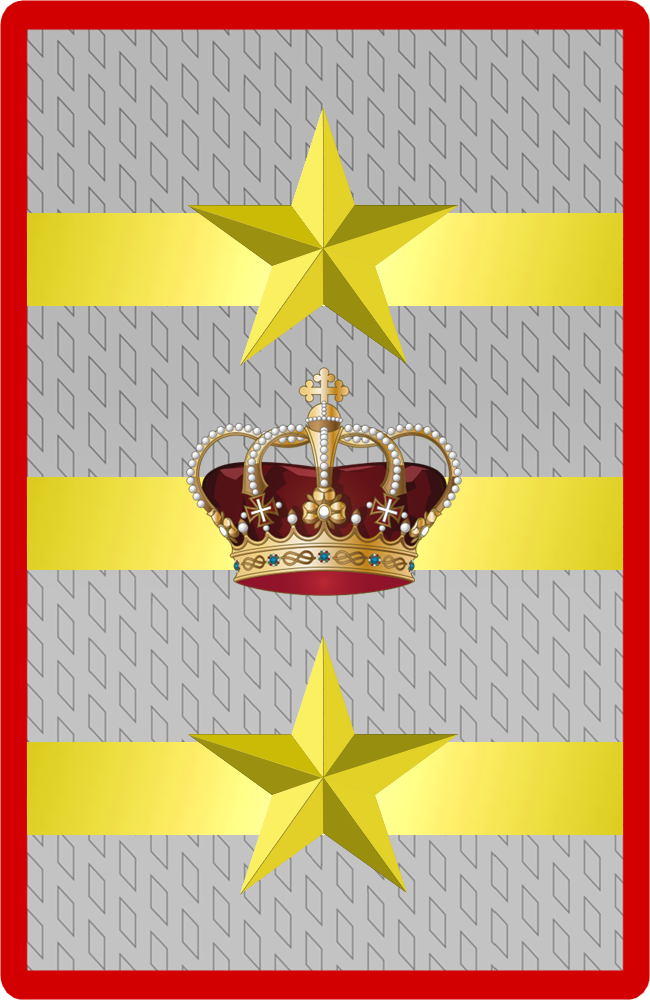
Il paramano per il capo di stato maggiore del Regio Esercito in uso durante la prima guerra mondiale

| Immagine | Grado                  | Nome e cognome     | Estremi temporali | Estremi temporali |
| Immagine | Grado                  | Nome e cognome     | Inizio            | Fine              |
| -------- | ---------------------- | ------------------ | ----------------- | ----------------- |
|          | tenente generale       | Enrico Cosenz      | 1º settembre 1882 | 1º dicembre 1893  |
|          | tenente generale       | Domenico Primerano | 1º dicembre 1893  | 1º giugno 1896    |
|          | tenente generale       | Tancredi Saletta   | 1º giugno 1896    | 27 giugno 1908    |
|          | tenente generale       | Alberto Pollio     | 1º luglio 1908    | 1º luglio 1914    |
|          | tenente generale       | Luigi Cadorna      | 10 luglio 1914    | 8 novembre 1917   |
|          | tenente generale       | Armando Diaz       | 9 novembre 1917   | 24 novembre 1919  |
|          | generale dell'Esercito | Pietro Badoglio    | 24 novembre 1919  | 3 febbraio 1921   |
|          | tenente generale       | Giuseppe Vaccari   | 3 febbraio 1921   | 16 gennaio 1923   |

### Stato maggiore centrale
| Immagine | Grado               | Nome e cognome      | Estremi temporali | Estremi temporali |
| Immagine | Grado               | Nome e cognome      | Inizio            | Fine              |
| -------- | ------------------- | ------------------- | ----------------- | ----------------- |
|          | tenente generale    | Giuseppe Vaccari    | 16 gennaio 1923   | 1º maggio 1923    |
|          | tenente generale    | Giuseppe F. Ferrari | 1º maggio 1923    | 4 maggio 1925     |
|          | generale d'esercito | Pietro Badoglio     | 4 maggio 1925     | 8 giugno 1925     |

### Stato maggiore del Regio Esercito
| Immagine | Grado                       | Nome e cognome             | Estremi temporali | Estremi temporali |
| Immagine | Grado                       | Nome e cognome             | Inizio            | Fine              |
| -------- | --------------------------- | -------------------------- | ----------------- | ----------------- |
|          | generale d'esercito         | Pietro Badoglio            | 8 giugno 1925     | 1º febbraio 1927  |
|          | generale di corpo d'armata  | Giuseppe Francesco Ferrari | 1º febbraio 1927  | 15 febbraio 1928  |
|          | generale di corpo d'armata  | Nicola Gualtieri           | 29 luglio 1928    | 4 febbraio 1929   |
|          | generale di corpo d'armata  | Alberto Bonzani            | 4 febbraio 1929   | 1º ottobre 1934   |
|          | generale designato d'armata | Federico Baistrocchi       | 1º ottobre 1934   | 7 ottobre 1936    |
|          | generale designato d'armata | Alberto Pariani            | 7 ottobre 1936    | 3 novembre 1939   |
|          | maresciallo d'Italia        | Rodolfo Graziani           | 3 novembre 1939   | 24 marzo 1941     |
|          | generale di corpo d'armata  | Mario Roatta               | 24 marzo 1941     | 20 gennaio 1942   |
|          | generale designato d'armata | Vittorio Ambrosio          | 20 gennaio 1942   | 1º febbraio 1943  |
|          | generale d'armata           | Ezio Rosi                  | 1º febbraio 1943  | 18 maggio 1943    |
|          | generale di corpo d'armata  | Giuseppe De Stefanis       | 19 maggio 1943    | 31 maggio 1943    |
|          | generale desinato d'armata  | Mario Roatta               | 1º giugno 1943    | 18 novembre 1943  |
|          | generale di corpo d'armata  | Paolo Berardi              | 18 novembre 1943  | 10 febbraio 1945  |
|          | generale di brigata         | Ercole Ronco               | 10 febbraio 1945  | 4 luglio 1945     |
|          | generale di divisione       | Raffaele Cadorna           | 4 luglio 1945     | 13 giugno 1946    |

### Stato maggiore dell'Esercito Italiano

L'insegna per spallina (dal 1973) di capo di stato maggiore dell'Esercito Italiano (generale di corpo d'armata con incarichi speciali)

| Immagine | Grado                      | Nome e cognome               | Estremi temporali | Estremi temporali |
| Immagine | Grado                      | Nome e cognome               | Inizio            | Fine              |
| -------- | -------------------------- | ---------------------------- | ----------------- | ----------------- |
|          | generale di divisione      | Raffaele Cadorna             | 1946              | 1947              |
|          | generale di corpo d'armata | Luigi Efisio Marras          | 1947              | 1950              |
|          | generale di corpo d'armata | Ernesto Cappa                | 1950              | 1952              |
|          | generale di corpo d'armata | Giuseppe Pizzorno            | 1952              | 1954              |
|          | generale di corpo d'armata | Giorgio Liuzzi               | 1954              | 1959              |
|          | generale di corpo d'armata | Bruno Lucini                 | 1959              | 1960              |
|          | generale di corpo d'armata | Antonio Gualano              | 1960              | 1962              |
|          | generale di corpo d'armata | Giuseppe Aloia               | 1962              | 1966              |
|          | generale di corpo d'armata | Giovanni de Lorenzo          | 1966              | 1967              |
|          | generale di corpo d'armata | Guido Vedovato               | 1967              | 1968              |
|          | generale di corpo d'armata | Enzo Marchesi                | 1968              | 1970              |
|          | generale di corpo d'armata | Francesco Mereu              | 1970              | 1973              |
|          | generale di corpo d'armata | Andrea Viglione              | 1973              | 1975              |
|          | generale di corpo d'armata | Andrea Cucino                | 1975              | 1977              |
|          | generale di corpo d'armata | Eugenio Rambaldi             | 1977              | 1981              |
|          | generale di corpo d'armata | Umberto Cappuzzo             | 1981              | 1985              |
|          | generale di corpo d'armata | Luigi Poli                   | 1985              | 1987              |
|          | generale di corpo d'armata | Ciro Di Martino              | 1987              | 1989              |
|          | generale di corpo d'armata | Domenico Corcione            | 1989              | 1990              |
|          | generale di corpo d'armata | Goffredo Canino              | 1990              | 1993              |
|          | generale di corpo d'armata | Bonifazio Incisa di Camerana | 1993              | 1997              |
|          | generale di corpo d’armata | Paolo Mori                   | 1997              | 2001              |
|          | tenente generale           | Gianfranco Ottogalli         | 2001              | 2003              |
|          | tenente generale           | Giulio Fraticelli            | 2003              | 2005              |
|          | generale di corpo d'armata | Filiberto Cecchi             | 2005              | 2007              |
|          | generale di corpo d'armata | Fabrizio Castagnetti         | 2007              | 2009              |
|          | generale di corpo d'armata | Giuseppe Valotto             | 2009              | 2011              |
|          | generale di corpo d'armata | Claudio Graziano             | 2011              | 2015              |
|          | generale di corpo d'armata | Danilo Errico                | 2015              | 2018              |
|          | generale di corpo d'armata | Salvatore Farina             | 2018              | 2021              |
|          | generale di corpo d'armata | Pietro Serino                | 2021              | 2024              |
|          | generale di corpo d'armata | Carmine Masiello             | 2024              | in carica         |